# Karl Grammann

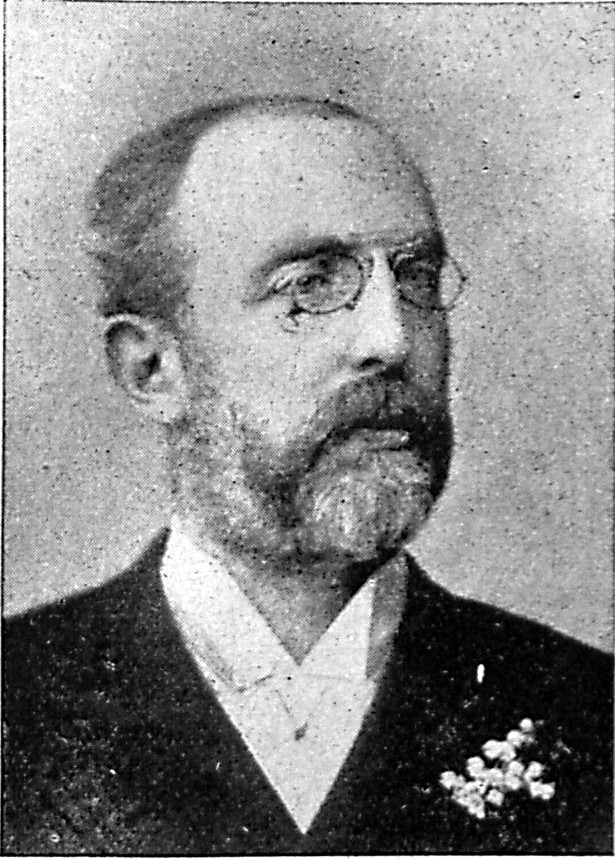
Karl Grammann

Christian Heinrich Karl Grammann, född 3 juni 1842 i Lübeck, död 30 januari 1897 i Dresden, var en tysk tonsättare.
Grammann studerade vid musikkonservatoriet i Leipzig, var 1871–84 bosatt i Wien och därefter i Dresden. Han rönte framgång med sina operor Melusine (1875), Thusnelda (1881) samt enaktarna Ingrid (1894) och Irrlicht (samma år); 1901 uppfördes Auf neutralem Boden. Dessutom skrev han två symfonier, några körverk, en violinkonsert och åtskillig kammarmusik.